# Tradenberg
Tradenberg är en kulle i Österrike.   Den ligger i distriktet Korneuburg och förbundslandet Niederösterreich, i den östra delen av landet, 16 km norr om huvudstaden Wien. Toppen på Tradenberg är 244 meter över havet.
Terrängen runt Tradenberg är platt österut, men västerut är den kuperad. Runt Tradenberg är det ganska tätbefolkat, med 100 invånare per kvadratkilometer.. Närmaste större samhälle är Wien, 15,8 km söder om Tradenberg. 
Trakten runt Tradenberg består till största delen av jordbruksmark.